# Remco Balk
Remco Balk (Zuidhorn, Países Bajos, 2 de marzo de 2001) es un futbolista neerlandés que juega de delantero en el S. C. Cambuur de la Eredivisie.

## Trayectoria
Debutó como profesional con el F. C. Groningen en una derrota por 3-1 en la Eredivisie ante el F. C. Twente el 25 de septiembre de 2020. El 20 de enero de 2021 se anunció su traspaso al F. C. Utrecht. Firmó un contrato hasta 2025.

## Estadísticas

### Clubes
Actualizado al último partido disputado el 8 de noviembre de 2024.
| Club                           | Div.          | Temporada     | Liga  | Liga  | Liga   | Copas nacionales | Copas nacionales | Copas nacionales | Copas internacionales | Copas internacionales | Copas internacionales | Total | Total | Total  |
| Club                           | Div.          | Temporada     | Part. | Goles | Asist. | Part.            | Goles            | Asist.           | Part.                 | Goles                 | Asist.                | Part. | Goles | Asist. |
| ------------------------------ | ------------- | ------------- | ----- | ----- | ------ | ---------------- | ---------------- | ---------------- | --------------------- | --------------------- | --------------------- | ----- | ----- | ------ |
| F. C. Groningen · Países Bajos | 1.ª           | 2020-21       | 10    | 1     | 0      | 1                | 0                | 0                | —                     | —                     | —                     | 11    | 1     | 0      |
| F. C. Groningen · Países Bajos | Total club    | Total club    | 10    | 1     | 0      | 1                | 0                | 0                | 0                     | 0                     | 0                     | 11    | 1     | 0      |
| Jong FC Utrecht · Países Bajos | 2.ª           | 2020-21       | 6     | 1     | 1      | —                | —                | —                | —                     | —                     | —                     | 6     | 1     | 1      |
| Jong FC Utrecht · Países Bajos | 2.ª           | 2021-22       | 12    | 1     | 3      | —                | —                | —                | —                     | —                     | —                     | 12    | 1     | 3      |
| Jong FC Utrecht · Países Bajos | Total club    | Total club    | 18    | 2     | 4      | 0                | 0                | 0                | 0                     | 0                     | 0                     | 18    | 2     | 4      |
| F. C. Utrecht · Países Bajos   | 1.ª           | 2020-21       | 2     | 0     | 0      | 0                | 0                | 0                | —                     | —                     | —                     | 2     | 0     | 0      |
| F. C. Utrecht · Países Bajos   | 1.ª           | 2021-22       | 17    | 0     | 1      | 2                | 1                | 0                | —                     | —                     | —                     | 19    | 1     | 1      |
| F. C. Utrecht · Países Bajos   | Total club    | Total club    | 19    | 0     | 1      | 2                | 1                | 0                | 0                     | 0                     | 0                     | 21    | 1     | 1      |
| S. C. Cambuur · Países Bajos   | 2.ª           | 2022-23       | 30    | 1     | 0      | 2                | 1                | 0                | —                     | —                     | —                     | 32    | 2     | 0      |
| S. C. Cambuur · Países Bajos   | 2.ª           | 2023-24       | 33    | 8     | 6      | 5                | 1                | 3                | —                     | —                     | —                     | 38    | 9     | 9      |
| S. C. Cambuur · Países Bajos   | 2.ª           | 2024-25       | 14    | 4     | 0      | 1                | 0                | 0                | —                     | —                     | —                     | 15    | 4     | 0      |
| S. C. Cambuur · Países Bajos   | Total club    | Total club    | 77    | 13    | 6      | 8                | 2                | 3                | 0                     | 0                     | 0                     | 85    | 15    | 9      |
| Total carrera                  | Total carrera | Total carrera | 124   | 16    | 11     | 11               | 3                | 3                | 0                     | 0                     | 0                     | 135   | 19    | 14     |